# Rockchor Speyer

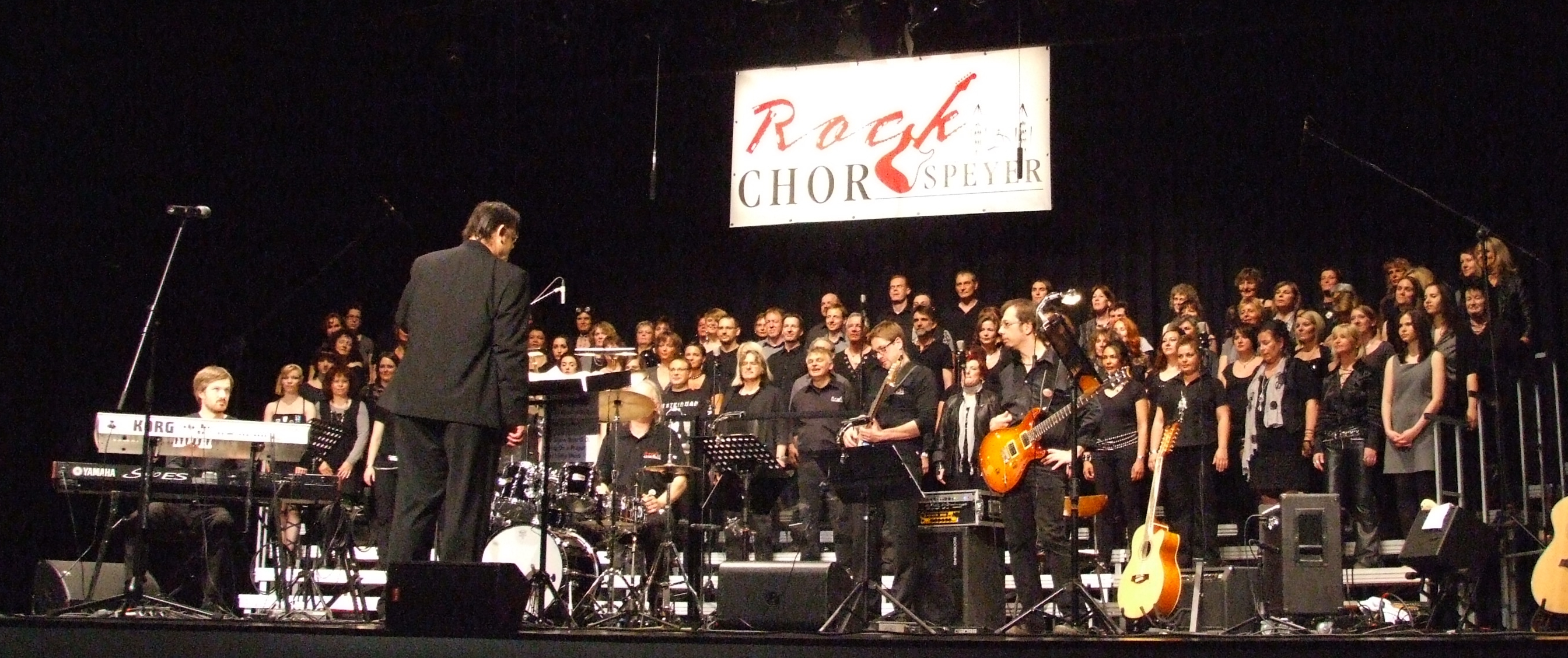
Joe Völker und der Rockchor Speyer

Der Rockchor Speyer ist ein im Februar 2010 gegründeter Chor der Chorgemeinschaft Speyer e.V. (CGS). Der Chor besteht aus rund 80 bis 90 aktiven Sängern, sowie einer Begleitband im Stile einer klassischen Rockband mit E-Gitarre, E-Bass, Schlagzeug und Keyboard, welche sich aus vier Profimusikern zusammensetzt. Mit seinem Anspruch, Rock- und Chormusik zu vereinen und authentisch mit Bandbegleitung wiederzugeben füllt der Chor ein vorhandenes Vakuum in der deutschen Chorlandschaft.

## Geschichte
Einem lokalen Aufruf im letzten Quartal 2009 in Speyer zur Gründung eines neuen Chors, der ausschließlich Rockmusik präsentieren sollte, folgten über 70 Sänger verschiedener Altersgruppen. Die Zahl der Mitglieder insgesamt ist seitdem auf etwa 130 Personen angestiegen, von denen aktiv rund 80 bis 90 regelmäßig bei Live-Auftritten auf der Bühne stehen.
Das erste Konzert fand im Frühjahr 2011 in der ausverkauften Stadthalle Speyer statt.

## Konzept und Zielsetzung
Das Konzept des Chors verfolgt das Ziel, den mehrstimmig arrangierten Chorgesang mit dem druckvollen und harten Sound einer Rockband in Einklang zu bringen. Die Verantwortung hierfür übernimmt der Chorleiter mit der Wahl der Musiker und mit seinen Arrangements bekannter Rocksongs. Gastmusiker können dabei im Rahmen einzelner Songs die Band ergänzen.
Es wird bewusst auf Solisten verzichtet. Das Repertoire wird auswendig dargeboten. Ziel des Chors soll die Freude am gemeinsamen Singen und Musizieren sein. Auch der Spaß der Mitglieder und des Publikums steht im Vordergrund. Dabei achtet der Chorleiter auf eine permanente Weiterentwicklung der gesanglichen Möglichkeiten der Sänger. Auch Stimmtrainer sind immer wieder bei den Proben dabei und helfen mit verschiedenen Ansätzen, an der Stimmbildung zu arbeiten.
Der Verein definiert das Ziel wie folgt: „Aber genauso soll es Besuchern bei unseren Konzerten gehen. Unsere Freude und unser Spaß an dem, was wir tun, sollen sich auf sie übertragen. Unser Publikum soll die Widrigkeiten des Alltags vergessen und mit einem vergnügten Summen oder einem zufriedenen Lächeln aus unseren Konzerten gehen können.“

## Stimmlagen
- Sopran 1
- Sopran 2
- Alt 1
- Alt 2
- Tenor
- Bass

Darüber hinaus kann es je nach Musikstück vorkommen, dass drei gleich große Frauenregister benötigt werden. Dann wird eine Einteilung in F1, F2 und F3 statt Sopran/Alt vorgenommen.

## Bandmitglieder
Der Rockchor Speyer vereint professionelle Musiker in seiner Band, die über jahrzehntelange Musik- und Bühnenerfahrung verfügen.
| Aktuelle Besetzung      | Instrument |
| ----------------------- | ---------- |
| Claus Müller            | Schlagzeug |
| Gerald Sänger           | Gitarre    |
| Barny (Basser) Hoffmann | Bass       |
| Peter Anthony           | Keyboard   |

| Ehemalige Bandmitglieder | Instrument |
| ------------------------ | ---------- |
| Peter Götzmann           | Schlagzeug |
| Niklas Braun             | Bass       |
| Michael Quast            | Keyboard   |
| Petra Erdtmann           | Querflöte  |
| Holger Ringle            | Gitarre    |

## Chorleitung
Ab Gründung und für einen Zeitraum von etwa dreizehn Jahren war Joe Völker aus Mannheim für die musikalische Gesamtleitung des Rockchors verantwortlich, der daneben auch noch in weiteren Band- und Chorprojekten als Pianist, Keyboarder, Chorleiter, Arrangeur, sowie als freier Mitarbeiter am Nationaltheater Mannheim tätig war. Carlos Trujillo übernahm die Nachfolge als Chorleiter des Rockchors im Jahr 2024.

## Repertoire
Das Repertoire wird ständig durch neue Stücke erweitert, und Lieder, die schon länger im Programm sind, werden nach und nach ersetzt. Ein Konzert besteht in der Regel aus 20 bis 22 Stücken.

## Konzerte/Liveauftritte
Die Konzerte des Rockchor Speyer sind geprägt von einer energetischen Stimmung innerhalb des Chors und der Band. Man merkt allen Beteiligten den Spaß und Enthusiasmus an, welcher sich schnell auf das Publikum überträgt, was zu einem großartigen gemeinschaftlichen Erlebnis führt. Die große Bandbreite an alten und neuen Hits tragen ihr Übriges dazu bei.

„… und glänzte nicht nur damit als eine fähige Gruppe, die ihr am Schluss stehend applaudierendes Publikum durchgängig packte, überzeugte und begeisterte.“

| Lfd. Nr. | Datum      | Ort                             | Rahmen / (Art)                                          |
| -------- | ---------- | ------------------------------- | ------------------------------------------------------- |
| 1        | 08.03.2011 | Speyer/Stadthalle               | „Pure Rock“ (erstes Konzert)                            |
| 2        | 09.03.2011 | Speyer/Stadthalle               |                                                         |
| 3        | 20.05.2011 | Speyer/Stadthalle               |                                                         |
| 4        | 18.11.2011 | Mutterstadt/Palatinum           | (Zusatzkonzert)                                         |
| 5        | 09.03.2012 | Speyer/Stadthalle               |                                                         |
| 6        | 10.03.2012 | Speyer/Stadthalle               |                                                         |
| 7        | 10.06.2012 | Frankfurt/Mainufer              | Deutsches Chorfest (Open Air)                           |
| 8        | 15.03.2013 | Speyer/Stadthalle               |                                                         |
| 9        | 16.03.2013 | Speyer/Stadthalle               |                                                         |
| 10       | 27.04.2013 | Speyer/Stadthalle               |                                                         |
| 11       | 25.05.2013 | Rülzheim/Dampfnudel             |                                                         |
| 12       | 07.07.2013 | Speyer/Domgarten                | Sommerfest Stadtjugendkapelle (Open Air)                |
| 13       | 26.10.2013 | Herxheim/Festhalle              |                                                         |
| 14       | 11.04.2014 | Speyer/Stadthalle               |                                                         |
| 15       | 12.04.2014 | Speyer/Stadthalle               |                                                         |
| 16       | 28.06.2014 | Gaggenau                        | Stadtfest (Open Air)                                    |
| 17       | 27.07.2014 | Speyer/Domgarten                | Sommerfest Stadtjugendkapelle (Open Air)                |
| 18       | 24.04.2015 | Speyer/Stadthalle               |                                                         |
| 19       | 25.04.2015 | Speyer/Stadthalle               |                                                         |
| 20       | 16.05.2015 | Herxheim/Festhalle              |                                                         |
| 21       | 06.06.2015 | Friedberg (Augsburg)/Stadthalle |                                                         |
| 22       | 16.04.2016 | Speyer/Halle 101                | (Stehplatzkonzert)                                      |
| 23       | 17.04.2016 | Essingen/Dalberghalle           |                                                         |
| 24       | 04.11.2016 | Speyer/Stadthalle               | Jubiläumskonzert 60 Jahre Chorgemeinschaft Speyer (CGS) |
| 25       | 06.05.2017 | Speyer/Stadthalle               |                                                         |
| 26       | 20.05.2017 | Speyer/Halle 101                | (Stehplatzkonzert)                                      |
| 27       | 28.04.2018 | Kaiserslautern/Fruchthalle      |                                                         |
| 28       | 05.05.2018 | Speyer/Halle 101                | (Stehplatzkonzert)                                      |
| 29       | 06.05.2018 | Speyer/Halle 101                | mit Gastchor                                            |
| 30       | 11.05.2019 | Speyer/Halle 101                | (Stehplatzkonzert)                                      |
| 31       | 31.10.2019 | Mainz/Goldberghalle             | Landeschorfest Rheinland-Pfalz                          |
| 32       | 06.05.2023 | Speyer/Stadthalle               | Jubiläumskonzert 10+3 Jahre (Stehplatzkonzert)          |
| 33       | 07.05.2023 | Speyer/Stadthalle               | Jubiläumskonzert 10+3 Jahre                             |
| 34       | 04.04.2025 | Speyer/Stadthalle               |                                                         |
| 35       | 05.04.2025 | Speyer/Stadthalle               | (Stehplatzkonzert)                                      |